# Mezinárodní letiště Krále Abda al-Azíze
Mezinárodní letiště Krále Abda al-Azíze (arabsky مطار الملك عبدالعزيز الدولي‎, IATA: JED, ICAO: OEJN) je mezinárodní letiště ležící přibližně dvacet kilometrů severně od Džiddy v Saúdské Arábii. V provozu je od roku 1981, bylo postaveno společností Hochtief a je pojmenováno po Abdovi al-Azízovi ibn Saúdovi, prvním saúdskoarabském králi.
Letiště má tři vzletové a přistávací dráhy a pro svou blízkost k Mekce je využíváno zahraničními vyznavači islámu při provádění hadždži. Zvlášť pro ně slouží sezónní terminál Hadždž, který je z větší části tvořen jen laminátovými baldachýny chránícími před sluncem. S plochou 40,5 hektaru se jedná o celosvětově největší zastřešení provedené pomocí sklolaminátu pokrytého polytetrafluorethylenem.
Letiště využívá řada společností, důležitým a uzlovým letištěm je zejména pro Saúdské společnosti Saudia a Flynas (a před jejím zánikem sloužilo i Saúdské společnosti Sama).